# Vermelho direto 243
Vermelho direto 243, vermelho direto BWS ou vermelho direto rápido BWS, é o composto orgânico, corante azo-composto, de fórmula C38H28N10Na4O17S4 e massa  molecular 1116,91. Classificado com o número CAS 86543-85-3, C.I. 29315 e CBNumber CB1968668.
Quimicamente é o ácido 4-hidroxi-7-[[4-[(2-hidroxietil)amino]-6-[[5-hidroxi-6-[(2-hidroxi-5-sulfofenil)azo]-7-sulfo-2-naftalenil]amino]-1,3,5-triazin-2-il]amino]-3-[(4-metoxi-2-sulfofenil)azo]-2-naftalenessulfônico.

## Obtenção
É obtido pela diazotação do ácido 3-amino-4-hidroxibenzenossulfônico em condições alcalinas, e copulação com ácido 7-amino-4-hidroxinaftaleno-2-sulfônico. O produto em condensação com 2,4,6-tricloro-1,3,5-triazina forma um produto a ser posteriormente reagido. Diazotação do ácido 2-amino-5-metoxibenzenossulfônico e copulação com o ácido 7-amino-4-hidroxinaftaleno-2-sulfônico, e novamente condensação com o produto obtido da condensação anterior, e desse novo produto, condensação com 2-aminoetanol. É muitas vezes, comercializado e aplicado em complexo com cobre.

## Uso
Usado para coloração e impressão de fibras de celulose.

## Biodegradação
Sofre biodegradação, com descoloração, pelas bactérias Aeromonas hydrophila.